# Console no-input

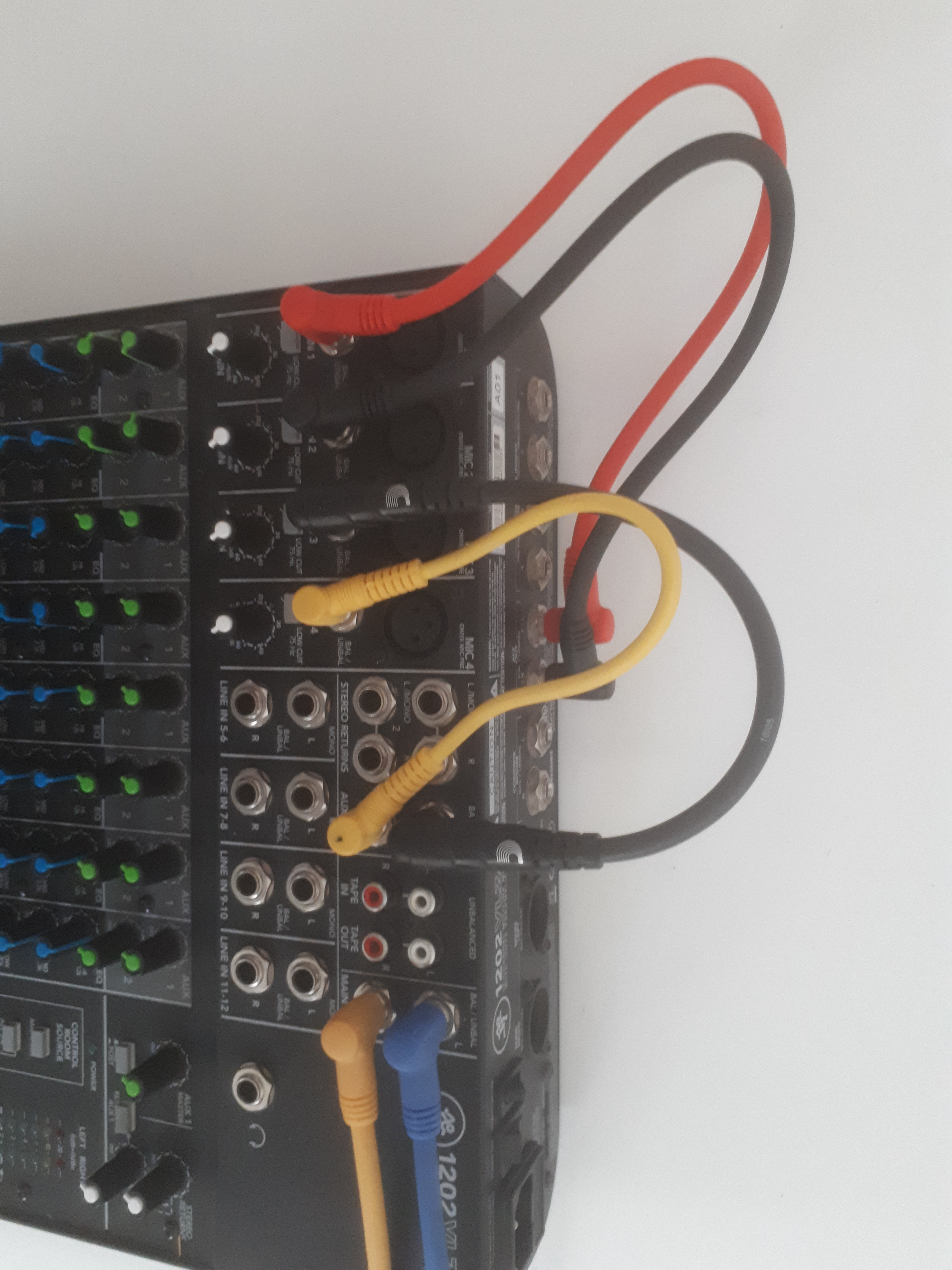
Vue rapprochée du branchement d'une console de mixage de modèle Mackie VLZ1202 en configuration no-input.

La console no-input est une idée qui s'inscrit dans la lignée de David Tudor, Steve Reich et plusieurs autres musiciens qui utilisent les boucles de rétroaction d'un signal audio comme source de son. Une console de mixage est utilisée en configuration 'no-input' lorsqu'une boucle de rétroaction est créée en branchant au moins une de ses sorties à une de ses entrées. De cette façon, le bruit électronique interne de l'appareil est amplifié successivement jusqu'à des intensités qui dépassent sa tolérance et engagent les modes de résonance de son circuit. Les fréquences d'oscillation entendues correspondent à ces modes de résonance. 
Un utilisateur notable de cette technique est le musicien japonais Toshimaru Nakamura, qui place cet instrument au centre de ses performances,.